# Deborah De Luca
Deborah De Luca (Nápoles, 23 de julio de 1980) es una DJ y productora italiana. Pincha principalmente techno, en los estilos del hardcore techno y el minimal. En 2014 creó su propio sello discográfico, Sola_Mente Records, para poder publicar su música de manera independiente. Se considera una de las figuras más prominentes de la música electrónica italiana.

## Bio y carrera
De Luca nació en 1980 en la periferia de la ciudad italiana de Nápoles, concretamente en Vele di Scampia. Más tarde se mudaría a Módena para estudiar diseño de moda, y trabajaría de camarera y bailarina, pero abandonaría la carrera de diseñadora para centrarse en su pasión más fuerte, la música. También empezaría a usar MySpace para dar a conocer sus pistas y sería una de las primeras DJs en grabar sus streamings en directo. En 2012 conoció a Giuseppe Cennamo, DJ napolitano, quien fue su mentor, y un año más tarde crearía su propio sello discográfico, Sola_Mente Records.
En 2017 la organizadora de eventos de música electrónica Cercle Music la invitó a pinchar en el castillo de Chambord, Francia, y retransmitir la sesión por YouTube, alcanzando más de 25 millones de visualizaciones. Fue uno de los eventos de Deborah De Luca que más repercusión y éxito han tenido. En 2020, durante la pandemia por coronavirus, pinchó en su barrio natal, Vele di Scampia y la retransmisión quedó a cargo de MixMag.

## Discografía

### Álbumes
- Ten (2018), Sola_Mente Records
- She Sleeps (2020), Sola_Mente Records

### Singles & EPs
- Six Months (2012), Sola_Mente Records
- Slice Of Ass (2012), Sola_Mente Records
- Other Space (2012), Sola_Mente Records
- Rummor (2012), Sola_Mente Records
- Drunk (2014), Sola_Mente Records
- Joseph (2014), Sola_Mente Records
- Sleeping Without You (2014), Sola_Mente Records
- Afritech (2014), Sola_Mente Records
- On My Skin (2014), Sola_Mente Records
- Nina (2015), Sola_Mente Records
- Shining (2016), con Giorgio Rusconi
- Compass (2016), con Giorgio Rusconi
- White Dark (2016)
- Vogue (2017), con Alessandro Spaiani
- Last Song For You (2017), Sola_Mente Records
- Chain Reaction (2017), con Giorgio Rusconi
- Under The Pyramid (2017), Renesanz Records con Giorgio Rusconi
- A Brave World (2017), Reload Black Label con Alessandro Spaiani
- Galaxy (2019), Tronic Records
- Passi remix (2022), Sola_Mente Records con Io e palmieri